# Robert Harris (Leichtathlet)
Robert W. Harris (* 1884; † nach 1904) war ein südafrikanischer Leichtathlet, der an den Olympischen Sommerspielen 1904 in St. Louis im Marathonlauf antrat.